# Српско културно друштво Просвјета
Српско културно друштво „Просвјета“ (скраћено: СКД „Просвјета") је централна културна, просветна и научна установа Срба у Хрватској, с циљем очувања и развијања националног идентитета.
У својој делатности Просвјета се руководи принципима мултикултуралности и интеркултуралности, те властите културне самосвести. У складу са својим разумевањем националног идентитета Срба у Републици Хрватској, Просвјета афирмише његове вредности на двојак начин: као део хрватске културе и као део културе српског народа у целини.

## Деловање
Просвјета је као културна установа Срба у Хрватској основана 18. новембра 1944. године на ослобођеној територији у Глини на Банији. Радила је до 1971. године када је забрањена, а формално је угашена 1980. године. Покушаји обнове активности Просвјете почели су 1990. године да би две године касније, 1992. године Друштво поново почело са радом.
Просвјета данас има 50 пододбора широм Хрватске с преко 2.200 чланова, који развијају издавачку, информативну, образовну, библиотекарску, музејско-архивску, научно-истраживачку делатност и културно-уметнички аматеризам. Пододбори посебно доприносе развоју популарне културе и фолклора, било властитим фолклорним друштвима било сарадњом са другим самосталним фолклорним друштвима. Крајем године традиционално организује "Дане српске културе у Хрватској", који осим фолклора и спорта презентирају и драмска дела; током целе године организује регионалне смотре српског културног стваралаштва.
Издавачка делатност са неколико библиотека и „Љетопис“ представљају можда најзапаженији део Просвјетине делатности - досад је објављено преко 80 књижних наслова, од књижевности, преко публицистике, до научних дела, махом Срба из Хрватске. Издавачка делатност Просвјете организована је примарно тематски, она се бави прошлошћу и садашњошћу Срба у Хрватској и свим оним што је њихов положај дефинисало у историјском контексту. Осим књига Просвјета издаје и културни двомјесечник истог назива, годишњак „Љетопис“ те народни Календар.
При Просвјети делује и Центар за образовање, који брине о припреми и организацији различитих облика допунске наставе за Србе у Хрватској. Уз допунску наставу и организовање наставника, запажена активност Центра је и припрема публикација и уџбеника потребних за допунску наставу за матичну групу предмета.
Својевремено је унутар Просвјете деловао и Центар за културу и историју Срба у Хрватској, са амбицијом да прерасте у институт, али због организационих тешкоћа његов је рад замро.

### Председници Просвјете
- Велимир Секулић (1993 — 1996)
- Слободан Узелац (1996 — 2002)
- Чедомир Вишњић (2002 — 2016)
- Синиша Љубојевић (2016 — 2017)
- Миле Радовић (2017 до данас)

## Пододбори Друштва
У недавној прошлости ово Друштво је нарасло на више од 300 пододбора по читавој Хрватској. Данашњи нихов број и распоред углавном је последица ратних и политичких збивања из задње деценије прошлог века.
Пододбори Просвјете су: Загреб, Ријека, Врбовско, Српске Моравице, Доње Дубраве, Дарувар, Западна Славонија (Пакрац), Бујштина (Умаг), Карловац, Осијек, Вуковар, Бели Манастир, Сплит, Книн, Даљ, Окучани - Рајић, Негославци, Јагодњак, Дарда, Маркушица, Трпиња, Мирковци, Борово, Кореница, Мославина Гарешница, Доњи Лапац, Крњак, Пачетин (крај Бршадина), Бршадин, Вера (крај Трпиње), Петриња, Мали Градац, Бијело Брдо, Вргинмост, Габош, Кистање, Острово, Бискупија, Војнић, Двор, Кнежеви Виногради, Удбина, Гомирје, Глина, Бобота, Огулин, Вировитица, Сисак, Вишково и Бјеловар.

## Централна библиотека Просвјете
Библиотека Просвјете формирана је 1996. године у Загребу од када врши функцију Централне библиотеке Срба у Хрватској. Задатак јој је да прибавља, обрађује и дистрибуира српском библиотечне грађу те да о њој обавештава јавност. Тренутан фонд Библиотеке износи 17.000 свезака.
У Библиотеци гостују најистакнутији српски ствараоци и културни радници, одржавају се предавања, представљају нова издања и обиљежавају важне годишњице. Библиотека је саставни део система јавних библиотека у Хрватској, успешно сарађује са хрватским библиотекама, а има подстицајну сарадњу са Народном библиотеком Србије у Београду и Библиотеком Матице српске у Новом Саду.

## Просвјетина награда за културу
Друштво сваке године додељује награду "Сава Мркаљ" за нарочит допринос култури Срба у Хрватској. Добитници Награде су:
- 2006 — Боривој „Бордо“ Довниковић, карикатурист и аниматор
- 2007 — Дара Секулић, књижевник
- 2008 — Симо Мраовић, књижевник (постхумно)
- 2009 — Душан Иванић, професор српске књижевности
- 2010 — Ђорђе Нешић, песник
- 2011 — Драго Кекановић, књижевник
- 2012 — Милош Кордић, песник
- 2013 — Милош Поповић, сликар